# Helmig herfra
Helmig herfra er det trettende studiealbum fra den danske sanger og sangskriver Thomas Helmig, der blev udgivet den 6. november 2006. Det er Helmigs første dansksprogede album i 16 år siden Løvens hjerte (1990). Albummet gik ind som #1 på hitlisten med 25.000 solgte eksemplarer i den første uge. I 2007 blev albummet certificeret fire gange platin for 120.000 solgte eksemplarer. Helmig herfra var det syvende bedst sælgende i 00'erne ifølge IFPI Danmark.
Albummet er skrevet og produceret af Thomas Helmig, og optaget i hans studie The Annex i Risskov samt Grapehouse Studio i København. Sangen "Aldrig sige aldrig mere" er skrevet til filmen Sprængfarlig bombe, og udkom forud for albummet den 4. august 2006. Den regulære førstesingle, "Op og ned" udkom den 6. oktober 2006. Grundet en fejl i produktionen af sangen, lyder det som om Helmig synger "off og ned". Andensinglen, "Det du kan" (2007) udkom også i et remix med hip hop-gruppen KNA Connected, der solgte guld for 7.500 downloads.

## Spor
- Alle sange er skrevet af Thomas Helmig.

| #   | Titel                     | Længde |
| --- | ------------------------- | ------ |
| 1.  | "Op og ned"               | 4:20   |
| 2.  | "Livet er fedt"           | 4:35   |
| 3.  | "Lidt for ondt"           | 4:07   |
| 4.  | "Støvregn"                | 4:53   |
| 5.  | "Lykken til låns"         | 3:19   |
| 6.  | "Malaga"                  | 4:15   |
| 7.  | "Nok til alle"            | 1:37   |
| 8.  | "Det du kan"              | 3:10   |
| 9.  | "ABCD"                    | 3:33   |
| 10. | "Dansk pige"              | 4:08   |
| 11. | "Jeg havde en drøm"       | 4:06   |
| 12. | "Aldrig sige aldrig mere" | 4:23   |

## Hitlister og certificeringer
| Hitliste (2006) | Højeste placering |
| --------------- | ----------------- |
| Danmark         | 1                 |

| Land (Organisation) | Certificering |
| ------------------- | ------------- |
| Danmark (IFPI)      | 4× Platin     |